# (33916) 2000 LF19
2000 LF19 (asteroide 33916) é um asteroide da cintura principal. Possui uma excentricidade de 0.25098330 e uma inclinação de 7.01595º.
Este asteroide foi descoberto no dia 8 de junho de 2000 por LINEAR em Socorro.